# Markus Eriksson (curling)
Markus Eriksson (Karlstad, 11 de abril de 1987) es un deportista sueco que compitió en curling. Ganó una medalla de plata en el Campeonato Mundial de Curling Masculino de 2014.

## Palmarés internacional
| Campeonato Mundial | Campeonato Mundial | Campeonato Mundial | Campeonato Mundial |
| Año                | Lugar              | Medalla            | Prueba             |
| ------------------ | ------------------ | ------------------ | ------------------ |
| 2014               | Pekín (China)      | Medalla de plata   | Equipo             |